# Cratere Haemon
Haemon è un cratere sulla superficie di Dione.